# Sergio Gonella
Sergio Gonella (Asti, Piamonte, 23 de mayo de 1933-Calliano, Piamonte, 19 de junio de 2018) fue un árbitro de fútbol italiano. Fue el primer italiano designado para arbitrar la final de la Copa Mundial cuando se hizo cargo en 1978 entre la anfitriona Argentina y Países Bajos.
Es uno de los dos únicos árbitros (el otro es el suizo Gottfried Dienst) que ha arbitrado las finales tanto del Campeonato de Europa de la UEFA como de la Copa Mundial.
En 1998 a 2000, fue presidente de la Asociación Italiana de Árbitros (AIA) y miembro de la Comisión de Arbitraje de la UEFA entre 1998 y 2000. En 2013, fue incluido en el Salón de la Fama del Fútbol Italiano.

## Trayectoria
Comenzó en 1965 cuando debutó en la Serie A. En 1972, recibió el gafete FIFA y en 1974 arbitró la final de la Copa de Italia entre Bologna y Palermo.
A nivel internacional, arbitró la final de la Supercopa 1975, la final de la Eurocopa 1976 entre Checoslovaquia y Alemania Occidental.
Dos años después, estuvo en acción en el Mundial de Argentina. En la primera ronda lideró el 0-0 entre Brasil y España.
Debido a su buena actuación en la segunda ronda, Abraham Klein debió silbar la final entre Argentina y Países Bajos. La Asociación de Fútbol Argentino (AFA) expresó su preocupación por el origen judío de Klein, porque había vivido en la ciudad neerlandesa de Apeldoorn durante un año cuando tenía 13 años.
El vicepresidente de la FIFA, su compatriota Artemio Franchi lo nominó para la final, mientras que Klein estuvo a cargo del partido por el tercer lugar. Después de esto, se retiró de arbitrar.